# 阿内格姆 (亞利桑那州)
阿內加姆（英語：Anegam）是位於美國亞利桑那州皮馬縣的一個人口普查指定地區。根據2010年美國人口普查，該地共人口500人，而該地的面積約為5.99平方千米。

## 地理
阿內加姆的座標為32°22′22″N 112°01′51″W / 32.37278°N 112.03083°W，而該地最高點為海拔高度537米（即1762英尺）。